# Csongrád-Csanád
Csongrád-Csanád (antes de 4 de junho de 2020: Csongrád) é um condado (megye em húngaro) da Hungria. Sua capital é a cidade de Szeged.

## População
| 2002   | 2011   |
| 433344 | 417456 |